# ميخائيل كريستي
ميخائيل كريستي (بالإنجليزية: Michael Christie)‏ هو لاعب غولف أمريكي، ولد في 25 يونيو 1969 في غرينفيل في الولايات المتحدة، وتوفي في 22 أبريل 2004.

## وصلات خارجية
- ميخائيل كريستي على موقع رابطة لاعبي الغولف المحترفين (الإنجليزية)